# Lwówek Śląski
Artikeln handlar om staden i Nedre Schlesiens vojvodskap. För staden i Storpolens vojvodskap, se Lwówek.
Lwówek Śląski [ˈlvuvɛk ˈɕlõsci], tyska: Löwenberg in Schlesien, tidigare namn: Lemberg, är en stad i sydvästra Polen och huvudort i distriktet Powiat lwówecki i Nedre Schlesiens vojvodskap. Staden ligger vid floden Bóbr, omkring 35 kilometer norr om Jelenia Góra. Tätorten hade 9 210 invånare i juni 2014 och utgör centralort i en stads- och landskommun med totalt 17 725 invånare samma år.
Staden är medlem av Euroregion Neisse, en tysk-polsk-tjeckisk organisation för regionala samarbetsfrågor i gränsregionen.

## Geografi

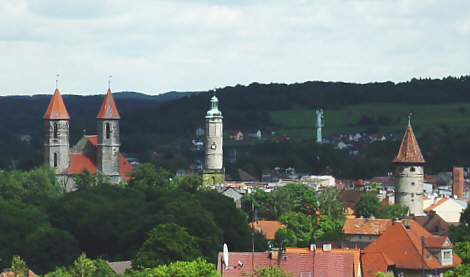
Panorama över stadskärnan från väster.

Lwówek Śląski ligger i västra delen av Nedre Schlesiens vojvodskap. Bland större grannstäder märks Jelenia Góra, 35 km söderut, Legnica 50 km österut, Bolesławiec 20 km norrut och Görlitz/Zgorzelec 50 km västerut. Staden genomflyts av floden Bóbr.
Omkring 15 km söder om staden ligger Bóbrdalens landskapsskyddsområde, som med 1 333 hektar är ett av de största i Nedre Schlesiens vojvodskap.

## Historia

### Medeltiden
Orten grundades under hertigdömet Schlesien och erhöll omfattande privilegier 1209 och stadsrättigheter 1213, under hertigen Henrik I. Vid delningen av hertigdömet kom staden Löwenberg 1248 att bli del av hertigdömet Liegnitz. Detta år omnämns även en borg tillhörande hertigarna i Löwenberg. Mellan 1281 och 1286 var Löwenberg säte för hertigdömet Löwenberg, under hertigen Bernhard I. Efter hans död 1286 förenades hertigdömet med hertigdömet Jauer under Bernhards bror Bolko I av Schweidnitz, men titeln hertig av Löwenberg fortsatte att bäras även av den nye hertigen.
År 1368 tillföll staden tillsammans med hertigdömet kungariket Böhmen, men fungerade först som änkeförläning åt Agnes av Habsburg fram till hennes död. Staden blomstrade genom handeln på Via Regia.

### 1500-talet till 1800-talet

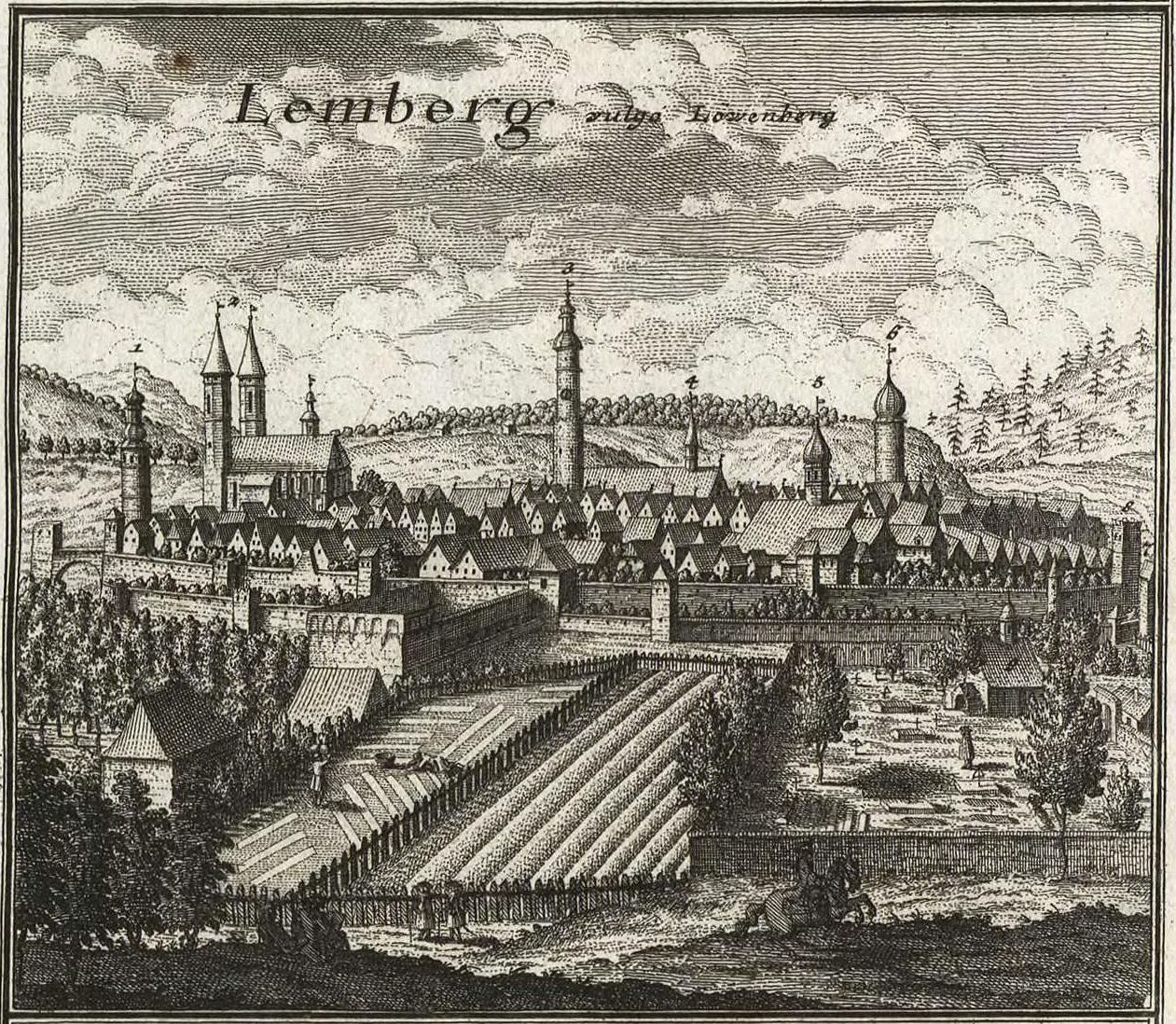
Vy mot staden på stick av F. B. Werner, 1739.

Under trettioåriga kriget intogs och plundrades staden upprepade gånger mellan 1633 och 1643 av svenska och kejserliga trupper. Efter kriget var staden svårt förödd och hade endast några hundra kvarvarande invånare. Efter återuppbyggnaden kom staden åter att uppleva en långsam uppgång.
Efter Österrikiska tronföljdskriget kom staden 1742 att tillfalla kungadömet Preussen tillsammans med större delen av Schlesien.
I maj 1813 ockuperades staden av franska trupper och Napoleon uppehöll sig i staden mellan 21 och 23 augusti för att organisera stadens försvar mot Gebhard Leberecht von Blüchers preussiska trupper. Endast några dagar senare drev preussiska trupper ut den franska styrkan ur staden, och mer än 3000 franska soldater drunknade i Bóbr. Genom den preussiska administrativa reformen 1814 blev staden Löwenberg del av provinsen Schlesien och blev kretsstad. Från 1871 var den del av Tyska kejsardömet.

### 1900-talet till idag
Efter första världskriget tillhörde staden administrativt provinsen Niederschlesien. Efter andra världskriget 1945 blev staden del av Polen och den tyskspråkiga befolkningen fördrevs. Staden döptes om till Lwówek Śląski. ("Lwówek i Schlesien", för att skilja den från Lwówek i Storpolen.) Under decennierna efter kriget återbefolkades staden av bosättare från andra delar av Polen och flyktingar från de tidigare polska områdena öster om Curzonlinjen.
Under de sista striderna om staden 1945 förstördes omkring 40 procent av den gamla stadskärnans bebyggelse. Under 1960- och 1970-talet kom större delen av den återstående stadskärnan att rivas och bebyggas med modernistiska byggnader, och endast rådhuset och det inre kvarteret på torget återstod av den äldsta bebyggelsen vid torget, samt enstaka offentliga byggnader. Den protestantiska kyrkan revs 1972, med undantag av tornet.

## Sevärdheter

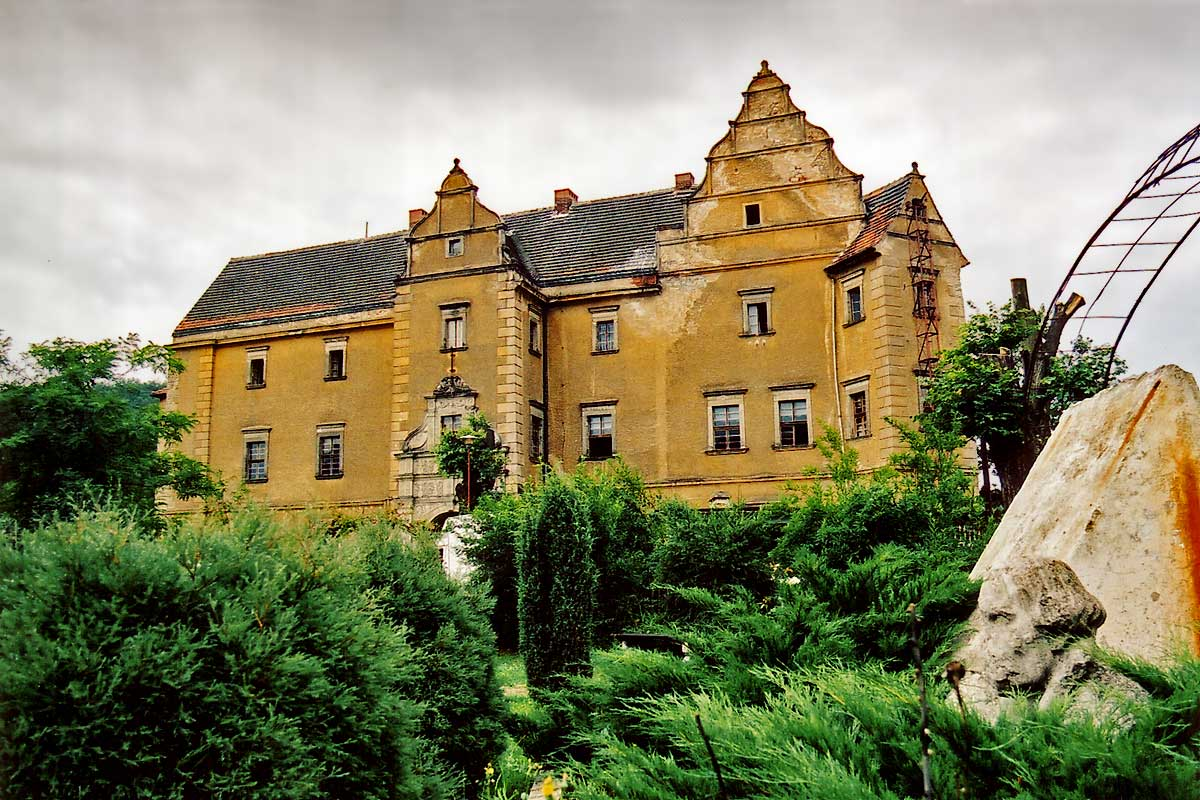
Płaskowices slott.
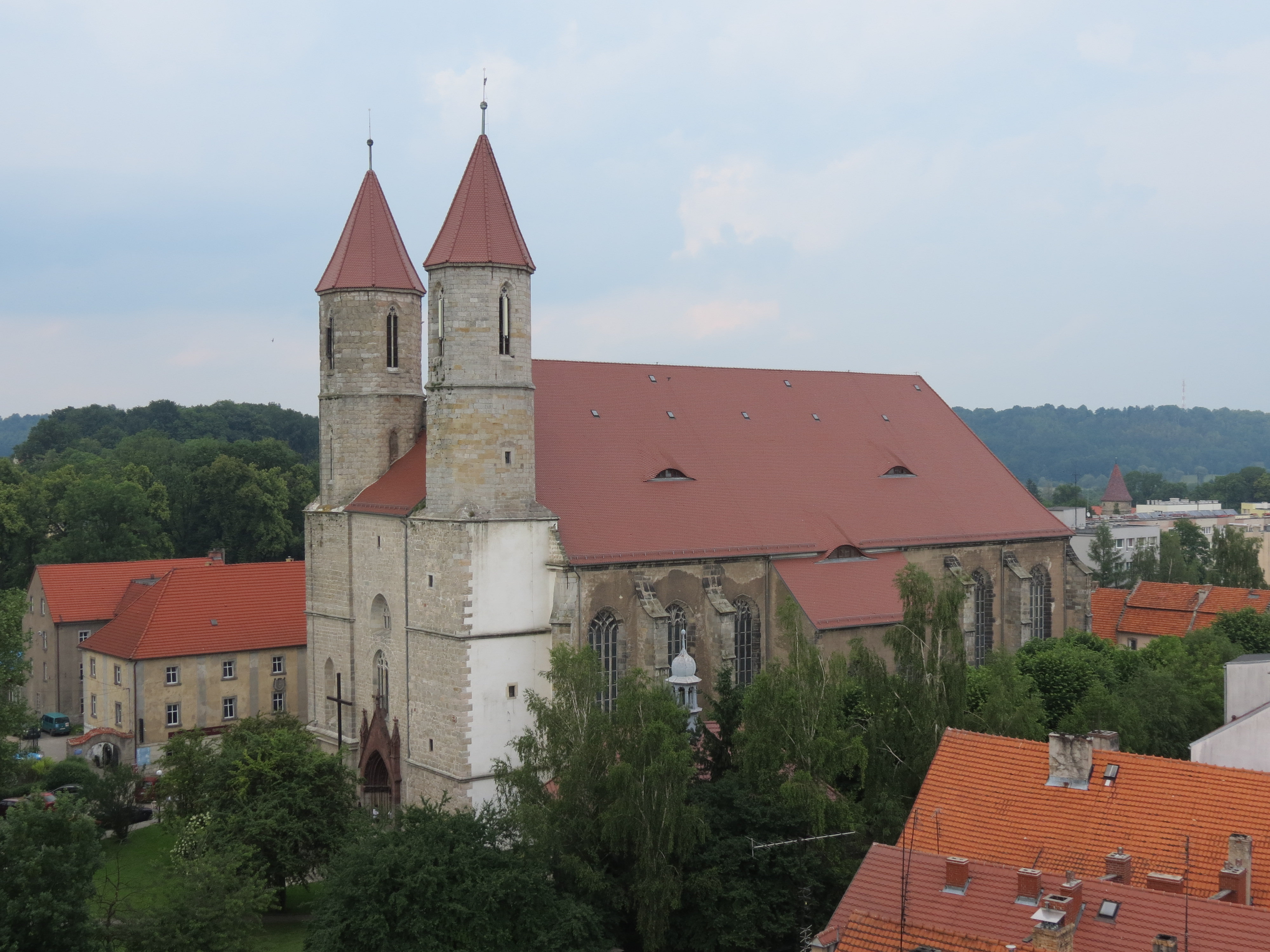
Marie Himmelsfärdskyrkan.
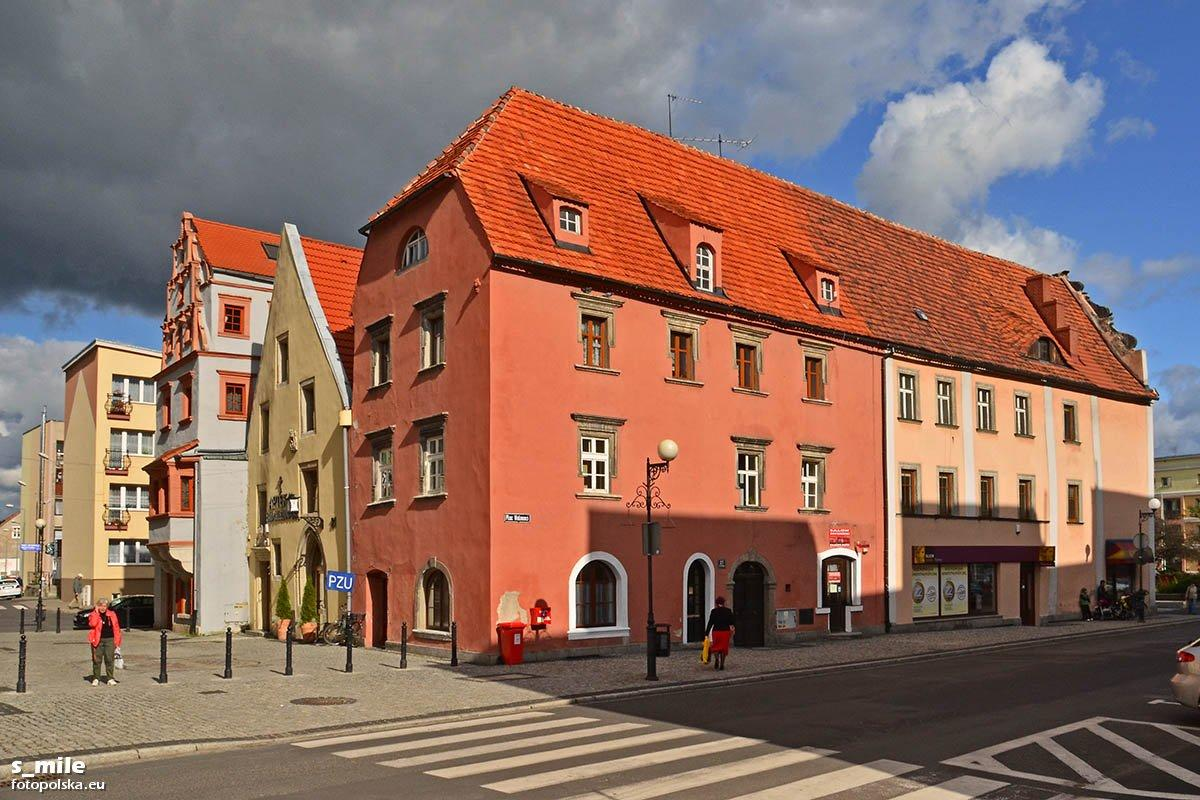
Historiska borgarhus vid torget.
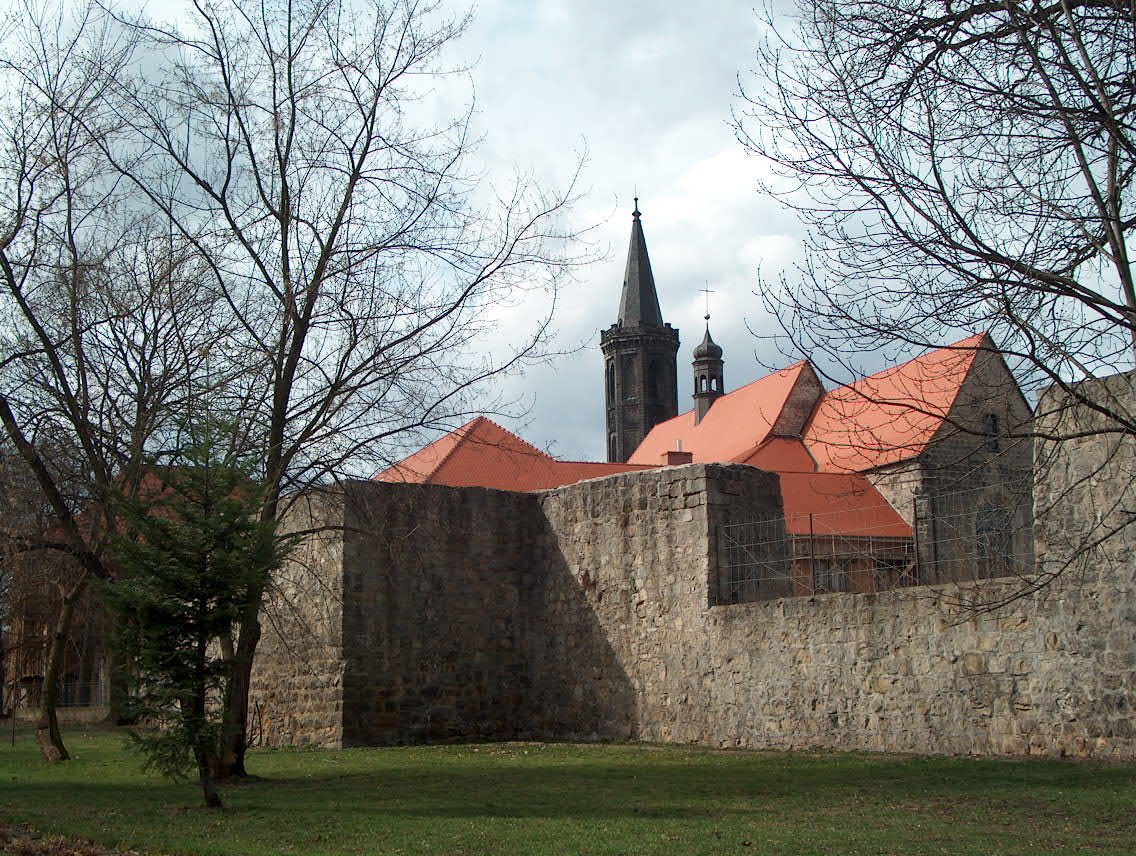
Utsikt mot stadsmuren och franciskanerklostret.
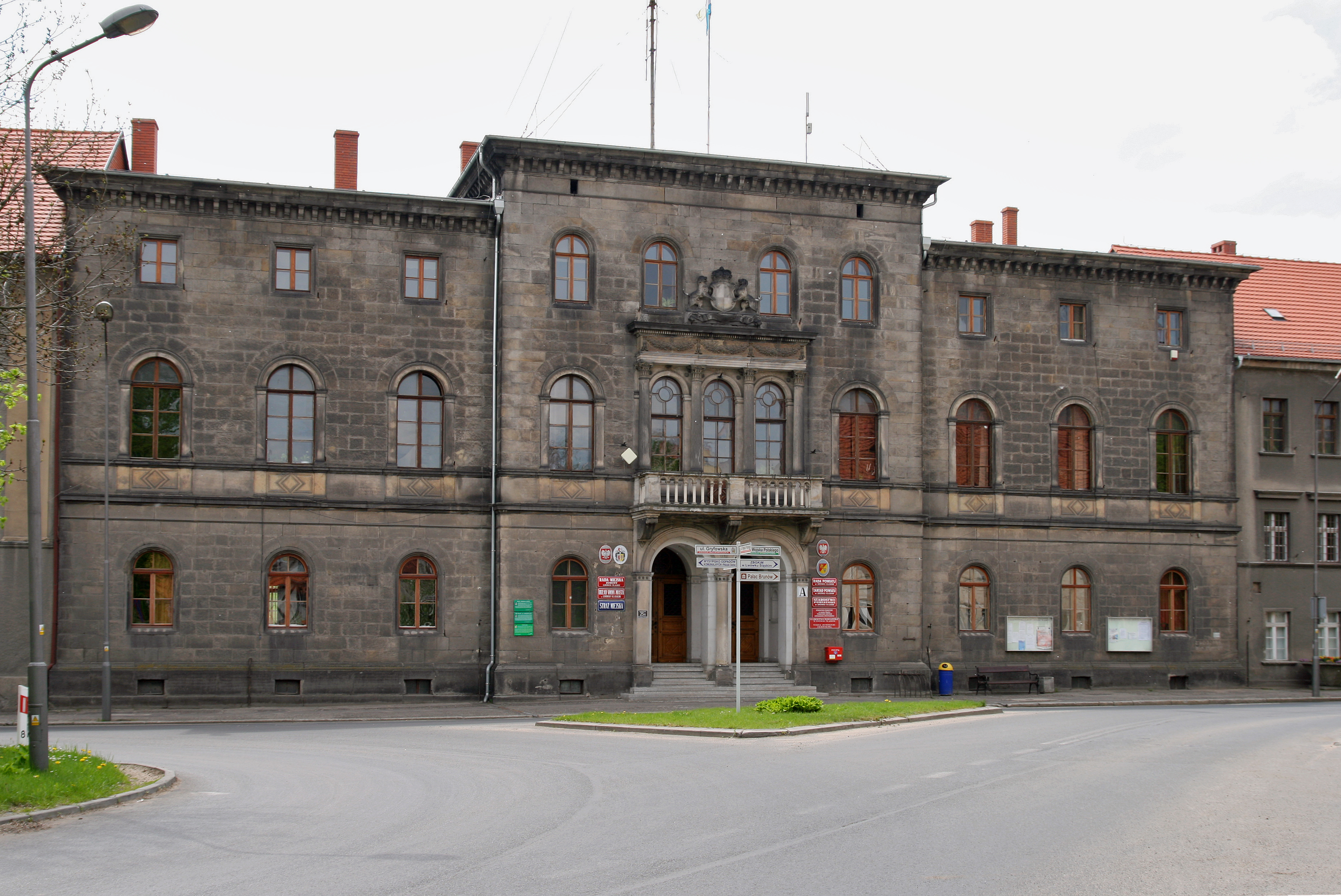
Hohenzollernpalatset.

- Renässansrådhuset från början av 1500-talet, med ett annex uppfört 1903–1905, ritat av Hans Poelzig.
- Stadsmuren
- Marie Himmelsfärdskyrkan, uppförd omkring år 1500.
- Franciskanerklostret med klosterkyrkan från 1200-talet.
- Bevarade borgarhus på marknadstorget.
- Płaskowices renässansslott.
- Palatset som tillhört furstarna av Hohenzollern-Hechingen, idag kommunhus. Uppfört 1850–1852 i nyrenässansstil efter ritningar av Friedrich August Stüler.
- Sandstensklipporna söder om staden.

## Kända invånare
- Lucjan Błaszczyk (född 1974), bordtennisspelare.
- Johannes Pfuhl (1846–1914), skulptör.
- Theodor Puschmann (1844–1899), medicinhistoriker.
- Elias Reusner (1555–1612), historiker.
- Esaias Reusner (1636–1679), musiker och kompositör.
- Nikolaus von Reusner (1545–1602), jurist.
- Eberhard Zwirner (1899–1984), läkare och fonetiker, grundade Deutsche Spracharchiv i Berlin 1932